# Eksenatid
Eksenatíd, med drugim pod zaščitenima imenoma Byetta in Bydureon, je učinkovina za zdravljenje sladkorne bolezni tipa 2. Uporablja se v kombinaciji z ustrezno dieto, telesno dejavnostjo in z drugimi antidiabetiki (protisladkornimi zdravili). Uporablja se v drugi liniji zdravljenja, kot zdravilo izbora ostajajo peroralni antidiabetiki, kot so recimo metformin in sulfonilsečnine. Uporablja se v obliki za podkožno injiciranje. Na voljo je tudi zdravilo s podaljšanim sproščanjem, ki se injicira enkrat na teden.
Med majpogostejše neželene učinke spadajo neželeni učinki na prebavila (slabost, bruhanje in driska), zelo pogosto se pojavlja tudi nizka raven krvnega sladkorja (hipoglikemija). Pogosta sta na primer tudi omotica in bolečina v trebuhu. Možni hudi neželeni učinki so angioedem, pankreatitis in okvara ledvic. Pri poskusil na živalih so opazili večjo pojavnost benignih novotvorb na ščitnici. Varnost uporabe med nosečnostjo in dojenjem ni raziskana. Gre za učinkovino iz skupine agonistov receptorja za glukagonu podobni peptid 1 (imenovanih tudi agonisti receptorja GLP-1 ali inkretinski mimetiki). Gre za prvo učinkovino iz te skupine, ki so jo oblasti odobrile za klinično uporabo, in sicer je na trgu od leta 2005. Poveča izločanje inzulina iz trebušne slinavke, hkrati pa tudi zavira prekomerno izločanje glukagona. Je sintezni ekvivalent eksendina-4.

## Klinična uporaba
Eksenatid se uporablja za zdravljenje sladkorne bolezni tipa 2 v kombinaciji z drugimi antidiabetičnimi zdravili, in sicer v dvotirnem (z metforminom, sulfonilsečninami ali tiazolidindioni) ali trotirnem zdravljenju (z metforminom in sulfonilsečnino ali metforminom in tiazolidindionom) ter v nekaterih primerih tudi z inzulinom.

## Neželeni učinki
Najpogostejši neželeni učinki eksenatida so zlasti tisti, ki prizadenejo prebavila. Mednje spadajo spahovanje, povečana kislost želodca, driska, zgaga, težave s prebavo, slabost in bruhanje. Načeloma se sčasoma umirijo,  ni pa eksenatid primeren za bolnike s hudimi prebavnimi boleznimi. Med drugim se pojavljajo tudi omotica, glavobol in občutek živčnosti.
V obdobju po utrženju zdravila so poročali tudi o primerih akutnega pankreatitisa,  vendar je vzročno-posledično povezavo težko pripisati zgolj eksenatidu, saj je ta bolezen pri sladkornih bolnikih nasploh trikrat pogostejša.
Ob sočasni uporabi učinkovine iz skupine sulfonilsečnin se zelo pogosto pojavlja hipoglikemija.

## Mehanizem delovanja
Eksenatid je agonist receptorja GLP-1; to so polipeptidi, ki posnemajo delovanje endogenega inkretina GLP-1, ki ga v telesu izločajo enteroendokrine celice tankega črevesa in po hranjenju spodbuja izločanje inzulina. Je sintezni ekvivalent eksendina-4; kaže le 53-% homologijo z GLP-1, a se na receptor veže s primerljivo afiniteto.
Eksenatid deluje pozitivno na glikemični nadzor v krvi po vsaj petih poteh:
1. spodbudi odziv trebušne slinavke[18] oziroma poveča izločanje inzulina iz celic beta trebušne slinavke po zaužitju obroka; večje in ustreznejše količine sproščenega inzulina pomagajo zmanjšati porast krvnega sladkorja po hranjenju. Po znižanju ravni krvnega sladkorja se zmanjša tudi izločanje inzulina iz trebušne slinavke – nekatera druga zdravila, kot je inzulin v obliki za injiciranje, so prav tako uspešna pri znižanju ravni krvnega sladkorja, vendar lahko po drugi strani vodijo v drugo skrajnost, namreč v prenizke ravni krvnega sladkorja oziroma hipoglikemijo, ki je lahko nevarna;
2. hkrati zavira izločanje glukagon iz trebušne slinavke, kar zavira prekomerno sintezo sladkorja v jetrih in s tem preprečuje hiperglikemijo;
3. upočasni praznjenje želodca, s čimer zmanjša hitrost, s katero se glukoza iz obroka pojavi v krvnem obtoku; [9]
4. eksenatid v manjši meri zavira tek, je pa ta učinek dolgotrajen. Poveča občutek sitosti preko delovanja na receptorje v hipotalamusu. Večina bolnikov, ki prejemajo eksenatid, tekom zdravljenja počasi izgublja telesno maso, na splošno pride do največje izgube telesne mase pri tistih, ki imajo v izhodišču bolj izraženo debelost.  Klinična preskušanja so pokazala, da hujševalni učinek vztraja na enaki ravni 2,25 leta kontinuirane uporabe zdravila;
5. eksenatid zmanjšuje količino jetrne maščobe; nealkoholna maščobna bolezen jeter je pri bolnikih s sladkorno boleznijo tipa 2 močno povezana z več presnovnimi motnjami, zlasti z znižanjem vrednosti HDL-holesterola in zvišanjem vrednosti trigliceridov. Raziskave so pokazale, da eksenatid zmanjšuje jetrno maščevje pri miših[19] in podganah,[20] kasneje pa so potrdili ta učinek tudi pri ljudeh.[21]